# Ribeira da Janela
Ribeira da Janela ist eine portugiesische Gemeinde (Freguesia) im Kreis Porto Moniz. In ihr leben 200 Einwohner (Stand 19. April 2021).

## Lage

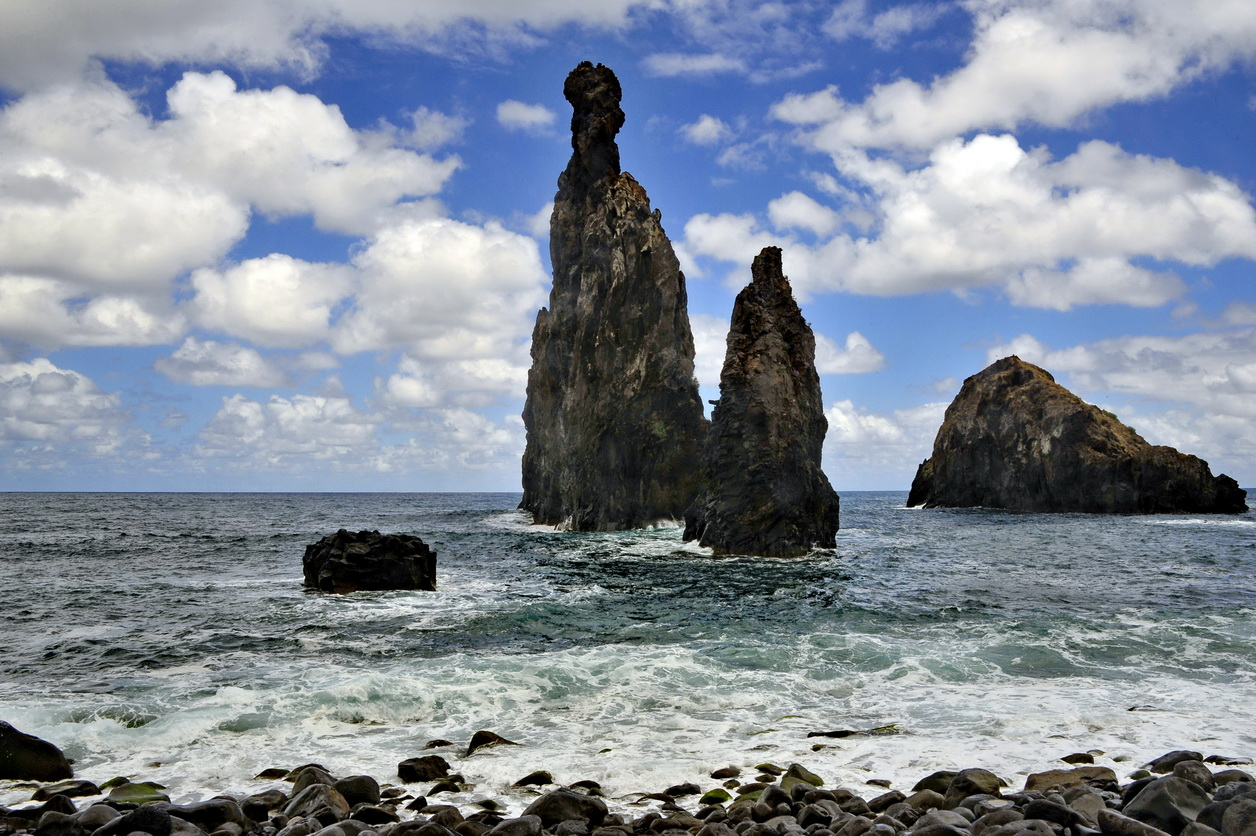
Felsklippen Ribeira da Janela

Von Porto Moniz ist das kleine und schöne Dorf Ribeira da Janela 2 km entfernt. Es liegt an der Meeresmündung des gleichnamigen mit 12 km längsten Flusses der Insel. Aufgrund von drei vorgelagerten Felsklippen ist der Ort ein beliebtes Ausflugsziel.
Hier werden Süßkartoffeln, Kartoffeln und Trauben angebaut werden. Zur Deckung des Elektrizitätsbedarfs wurde 1965 ein neues Wasserkraftwerk gebaut.